# Budynek starostwa powiatowego w Bytomiu
Budynek starostwa powiatowego w Bytomiu – budynek użyteczności publicznej wzniesiony w latach 1897–1898, w Bytomiu, wpisany wraz z powozownią i ogrodzeniem do rejestru zabytków nieruchomych województwa śląskiego, jeden z dwóch budynków Muzeum Górnośląskiego w Bytomiu.

## Historia
Bytom jako ważny ośrodek miejski był siedzibą dużego powiatu w Prusach w XVIII wieku. Na skutek reformy administracyjnej z 1873 roku z powiatu wydzielono kilka mniejszych jednostek, a po kolejnej reformie z 1890 utworzono samodzielny powiat ziemski i grodzki (niem. Standkreis) z siedzibą w Rozbarku (zob. powiat bytomski).
Budynek główny wraz z powozownią wzniesiono w latach 1897–1898 według projektu wrocławskiego architekta Walthera Kerna.
Na parterze znajdowało się biuro starostwa, Sąd Przemysłowy oraz Powiatowa Kasa Oszczędności. Na piętrze ulokowano prywatne pokoje starosty i salę posiedzeń sejmiku. Gmach pozostawał siedzibą starostwa do 1951 roku. Po reformie administracyjnej budynek wykorzystywał Urząd Miernictwa Górniczego, następnie w 1982 roku gmach został przekazany Muzeum Górnośląskiemu w Bytomiu, które użytkuje gmach do dziś. W latach 80. XX wieku w budynku mieściła się galeria autorska Jerzego Dudy-Gracza. Sala posiedzeń została nazwana imieniem pochodzącego z Rozbarku barokowego kompozytora Grzegorza Gerwazego Gorczyckiego. W sali odbywają się m.in. koncerty, konferencje naukowe oraz prezentacje wystaw czasowych. Otwarto w 2012 roku ją po rewitalizacji, podczas której odtworzono polichromię na suficie. Budynek wozowni również jest wykorzystywany w celach kulturalnych.
Budynek główny wraz z powozownią wpisano 13 sierpnia 2004 roku do rejestru zabytków nieruchomych województwa śląskiego (nr rej. A/117/04). 26 listopada 2012 roku do rejestru zabytków nieruchomych województwa śląskiego wpisano także ogrodzenie posesji (nr rej. A/392/12).

## Architektura
Trójkondygnacyjny budynek w stylu eklektycznym został wzniesiony z cegły na podmurówce z kamienia. Elewacje pokrywają cegły glazurowane i klinkierowe oraz kamienne detale. Szczyty, mansardy i wieżyczki bazują na różnych stylach architektonicznych. Na elewacji zachodniej znajdował się pierwotnie orzeł pruski (zob. herb Prus), zastąpiony po II wojnie światowej orłem polskim (zob. godło Polski).
Na piętrze znajduje się reprezentacyjna sala o wysokości półtorej kondygnacji, jej ściany pokrywa ciemna boazeria, a sufit pokrywa strop kasetonowy zbliżony stylistycznie do wzorów renesansu. W narożnikach usytuowano herby Bytomia, Katowic, Królewskiej Huty i Tarnowskich Gór. Wysokie okna sali pierwotnie wypełniały witraże z personifikacjami górnictwa, hutnictwa, rolnictwa, handlu i Śląska, obecnie są to witraże z motywami roślinnymi. Drugie większe pomieszczenie jest nazywane salą Kolumnową.
Na północ od budynku głównego znajduje się wolnostojący budynek dawnej wozowni. Posesję otacza kamienno-metalowe ogrodzenie z kutymi detalami, które przedstawiają m.in. głowy górników. Na murowanych częściach ogrodzenia wmurowano płaskorzeźby pochodzące w wyburzonej kamienicy przy placu Tadeusza Kościuszki w Bytomiu.

## Galeria

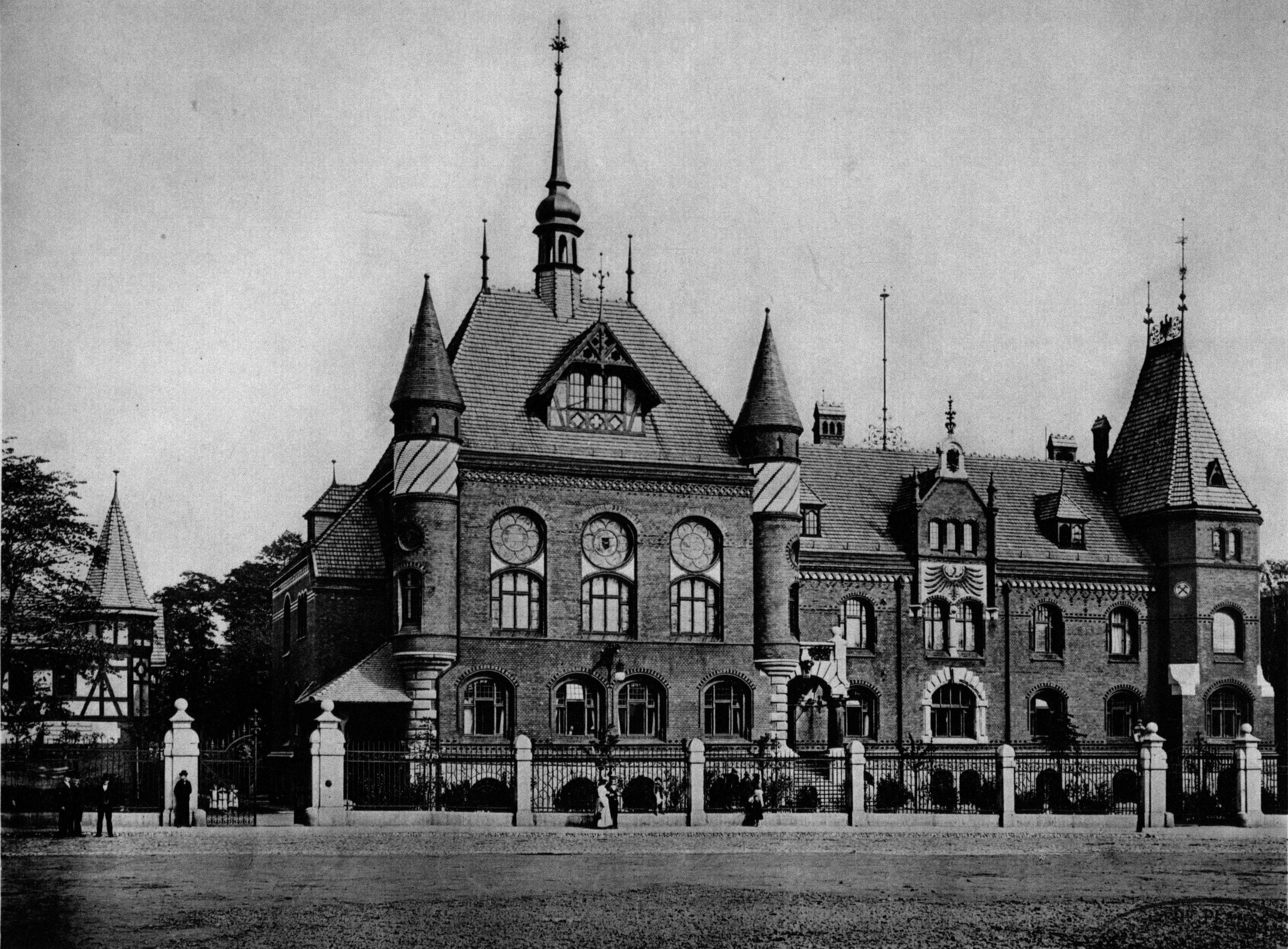
Widok z zachodu (około 1901)
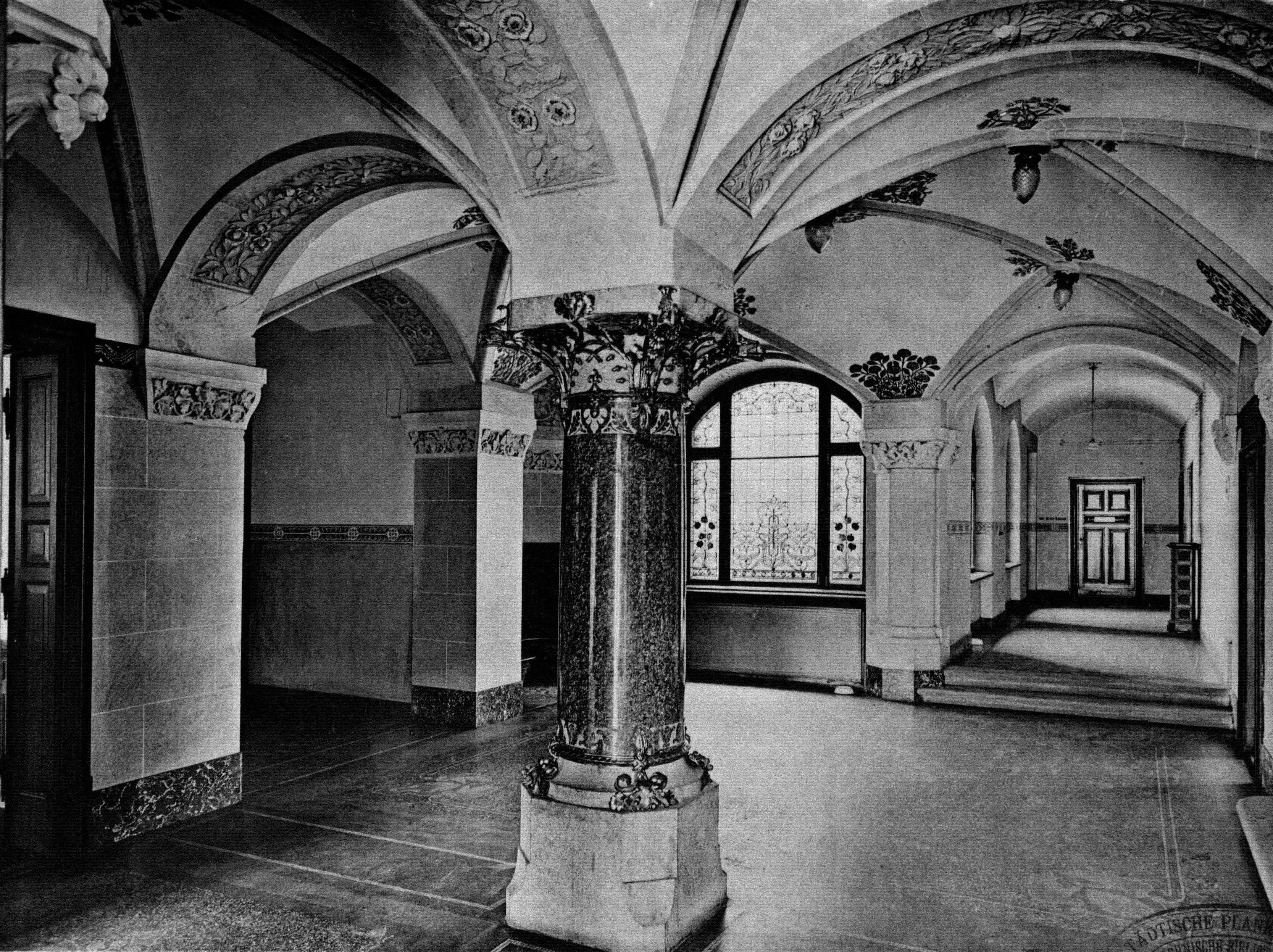
Hol (około 1901)
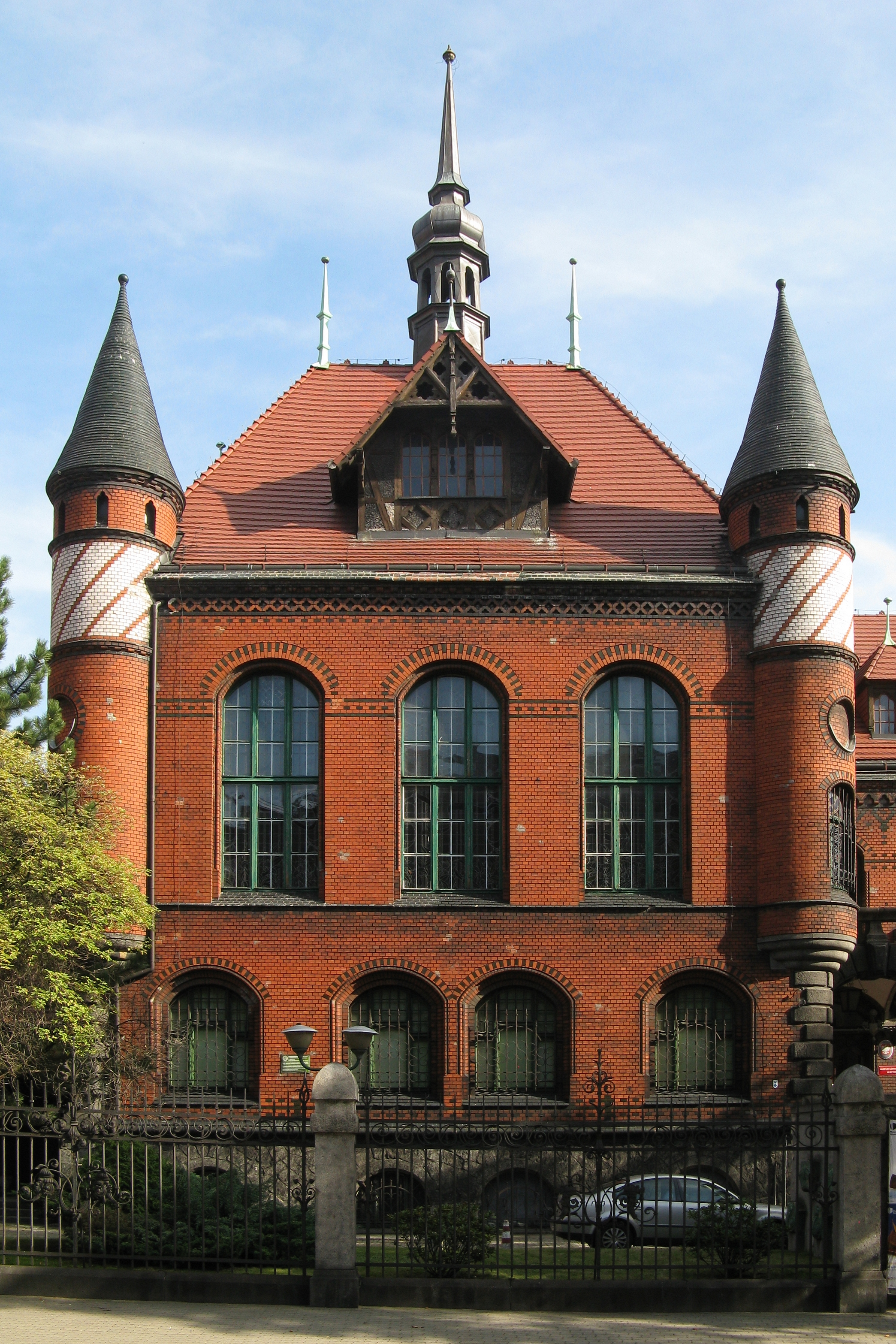
Widok z zachodu, okna sali im. G. G. Gorczyckiego (2018)
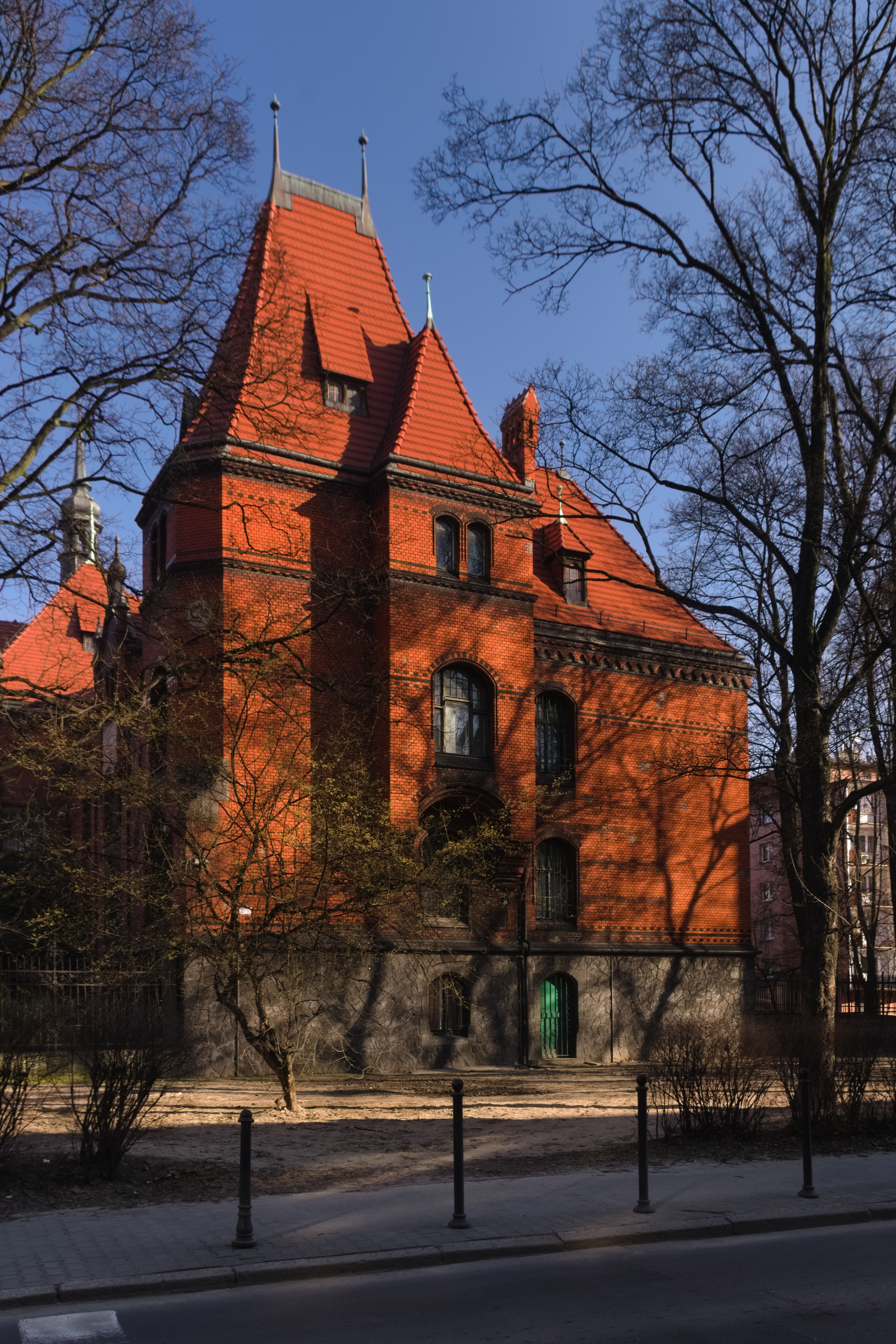
Widok z południa (2022)
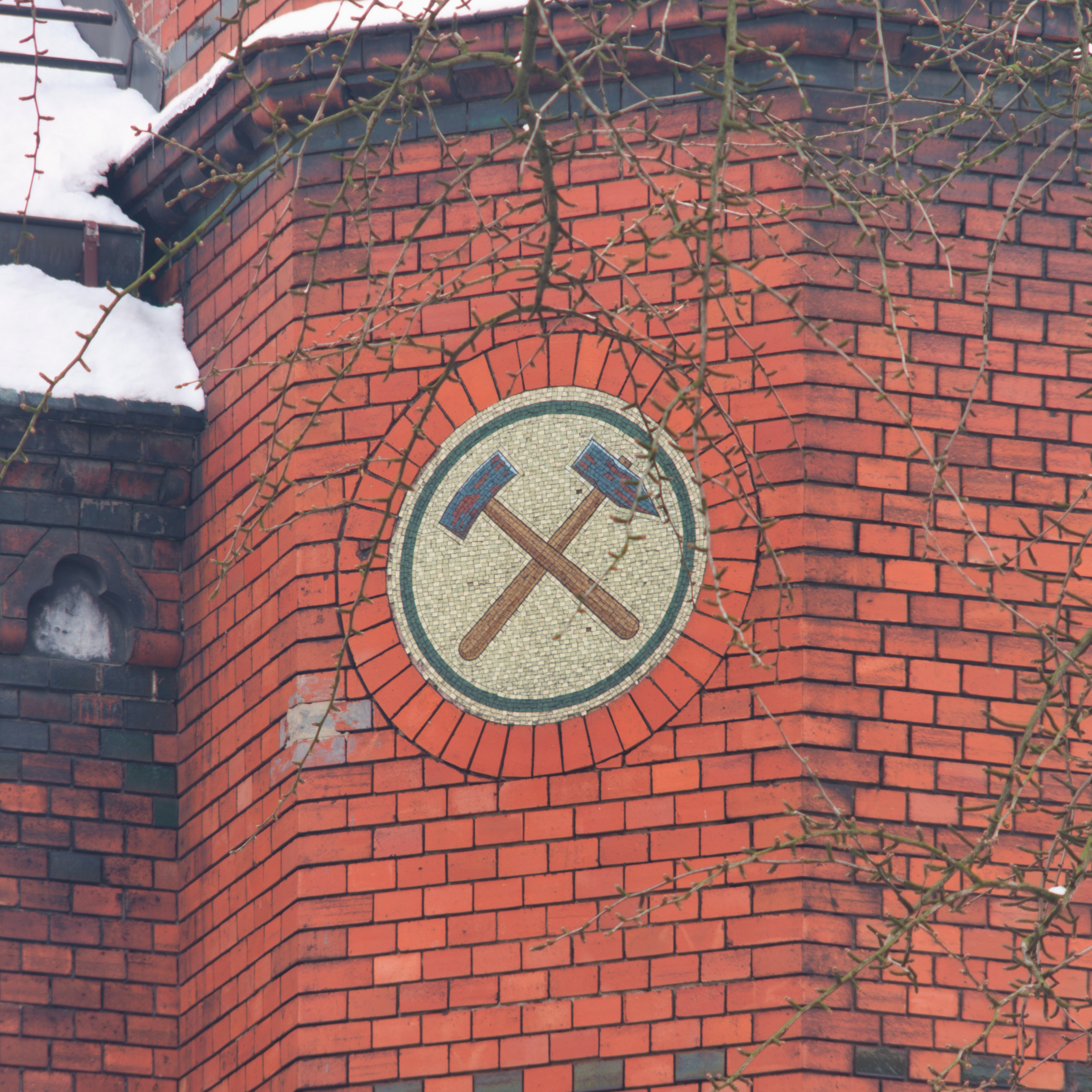
Mozaika z godłem górniczym (2021)
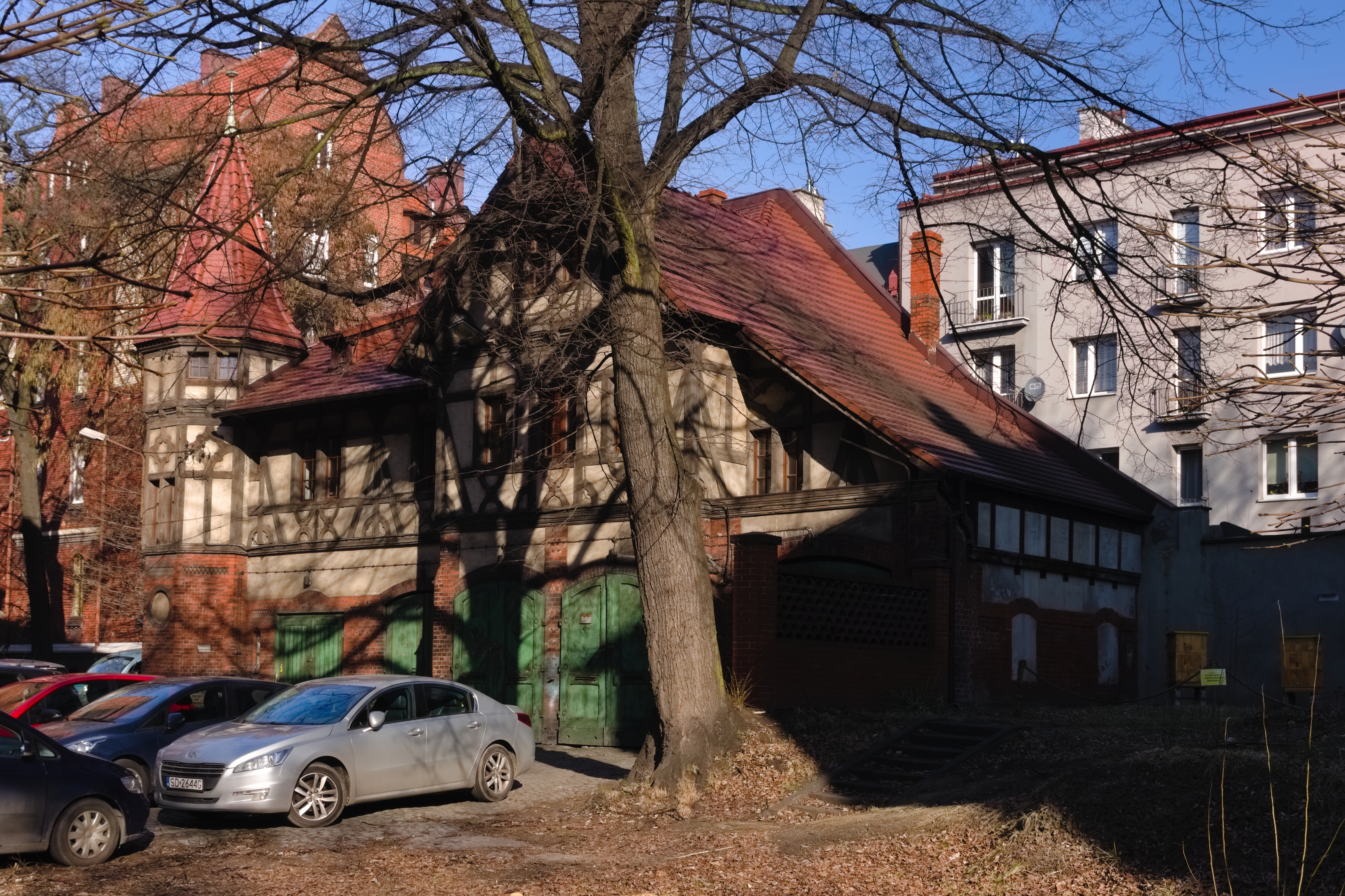
Powozownia (2022)
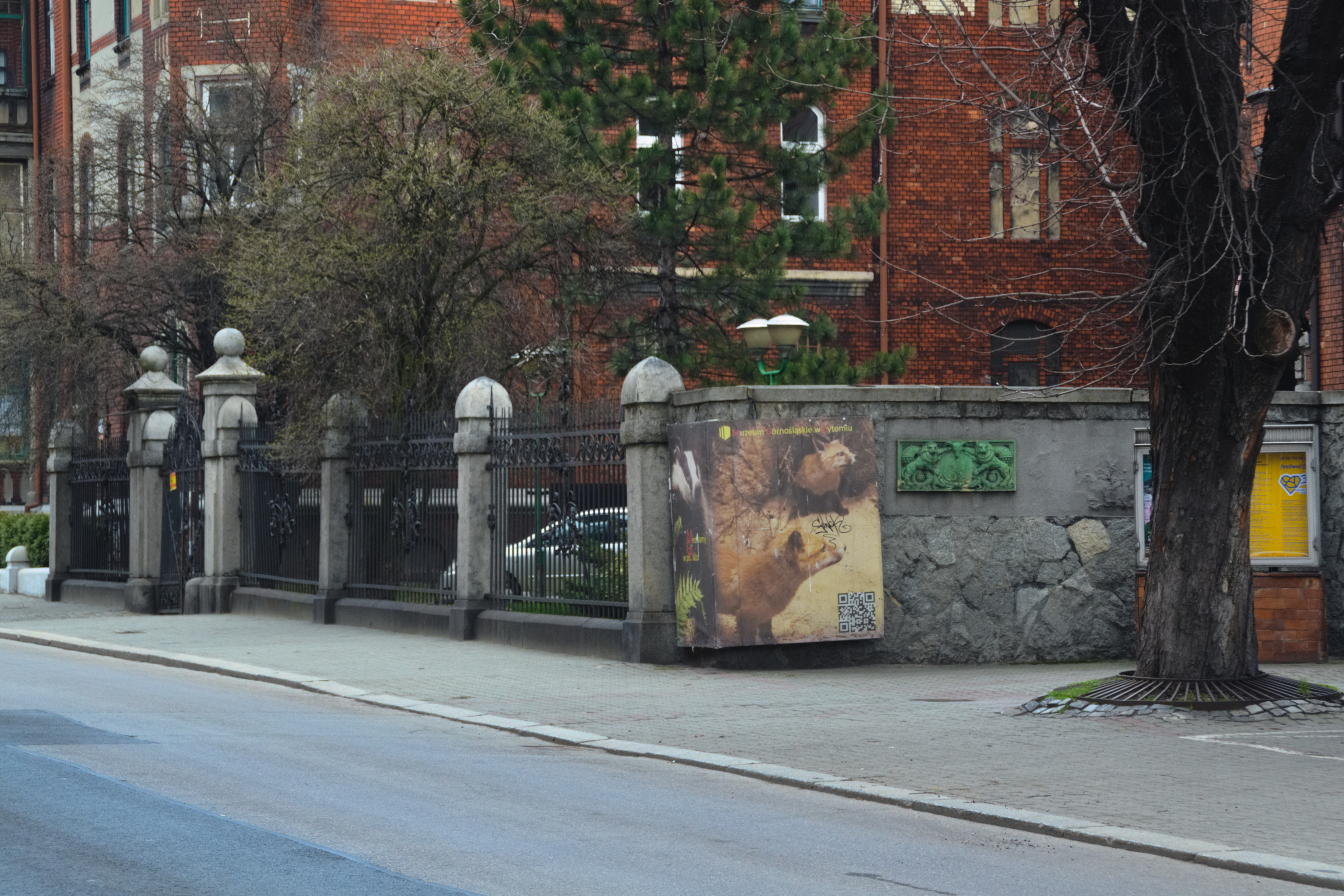
Fragment ogrodzenia (2019)
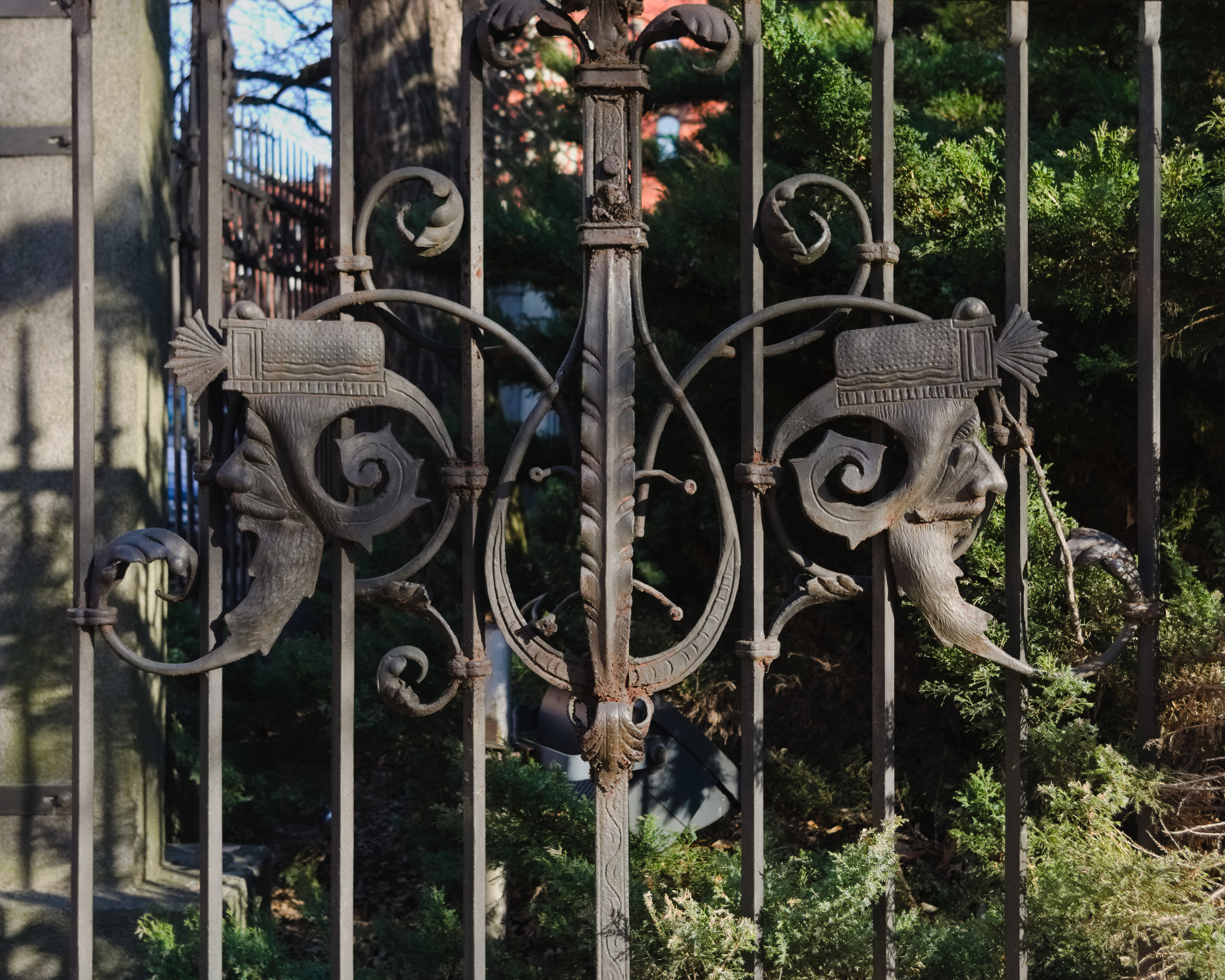
Fragment ogrodzenia z głowami górników, widok od południa (2022)